# Pushmataha County
Pushmataha County är ett administrativt område i delstaten Oklahoma, USA, med 11 572 invånare. Den administrativa huvudorten (county seat) är Antlers. 

## Geografi
Enligt United States Census Bureau har countyt en total area på 3 685 km². 3 619 km² av den arean är land och 66 km² är vatten.

### Angränsande countyn
- Latimer County - nord
- Le Flore County - nordost
- McCurtain County - öst
- Choctaw County - syd
- Atoka County - väst
- Pittsburg County - nordväst